# Christian Schweigaard Stang

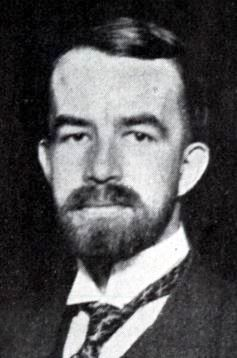
Christian Schweigaard Stang um 1933.

Christian Schweigaard Stang (* 15. März 1900 in Oslo; † 2. Juli 1977) war ein norwegischer Linguist und Professor für slawische Sprachen von 1938 bis zu seinem Tode. Er ist für seine Studien der litauischen Sprache bekannt und ist in Litauen sehr respektiert. Sein Hauptwerk war Vergleichende Grammatik der baltischen Sprachen (1966). Er war Sohn des norwegischen Rechtsanwaltes, Abgeordneten und Justizministers Fredrik Stang der Jüngere und Caroline Schweigaard (Tochter des Staatsministers Christian Homann Schweigaard).

## Bibliographie
- Lexikalische Sonderübereinstimmungen zwischen dem Slawischen, Baltischen und Germanischen, Oslo: Universitetsforlaget, 1972
- Opuscula linguistica : ausgewählte Aufsätze und Abhandlungen, Oslo: Universitetsforlaget, 1970
- Forelesninger over russisk språkhistorie, Oslo: Universitetsforlaget, 1969
- Vergleichende Grammatik der baltischen Sprachen, Oslo: Universitetsforlaget, 1966
  - Ergänzungsband : Register, Addenda und Corrigenda zur Vergleichende Grammatik der baltischen Sprachen, 1975
- Slavonic accentuation, Oslo: Universitetsforlaget, 1965
- Das slavische und baltische Verbum, Oslo: Det Norske Videnskaps-Akademi, 1942
- Die altrussische Urkundensprache der Stadt Polozk, Oslo: Dybwad, 1938
- Über die obligatorische Possessivsuffigierung in den melanesischen Sprachen, Oslo, 1937
- Die westrussische Kanzleisprache des Grossfürstentums Litauen, Oslo: Dybwad, 1935
- Die Sprache des litauischen Katechismus von Mazvydas, Oslo: Dybwad, 1929